# Jan Kryštof Liška
Jan Kryštof Liška (asi 1650 ve Vratislavi – 23. srpna 1712 v Lubuši, Slezsko) byl český barokní malíř. Jeho dílo zahrnuje především oltářní obrazy a fresky.

## Životopis

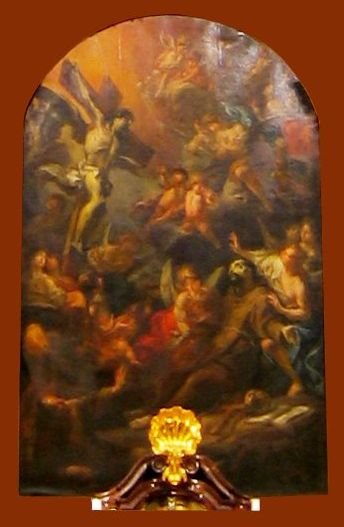
Vrcholné Liškovo dílo oltářní obraz Stigmatizace sv. Františka v kostele sv. Františka z Assisi na Starém Městě

Jan Kryštof se narodil do moravské šlechtické rodiny rytíře Lišky z Rottenwaldu, otec byl císařským úředníkem a kancelistou v klášteře v Lubuši a ve Wroclawi, ale brzy zemřel. Matka Helena Regina se roku 1662 podruhé provdala za slezského malíře Michaela L. Willmanna. Mladý Liška měl k otčímovi blízký vztah, v letech 1664-1670 se vyučil v jeho dílně. Spolupráce mezi Liškou a Wilmannem zůstala až do Wilmannovy smrti těsná a velmi dobrá. Otčím Liškovi umožnil v letech 1674–1680 absolvovat studijní cestu po Itálii, na které Liška studoval především jasnou barevnost a uvolněný rukopis na dílech Lucy Giordana, Giovanni Battisty Galliho, G. Lanfranca a dalších mistrů radikálního baroka. Od roku 1689 pracoval v Čechách, především v Praze, kde vedl stále spory s malířským cechem, zároveň umělecky zůstával poněkud ve stínu svého slavnějšího otčíma. Willmann zemřel v roce 1706 a Liška získal jeho místo v cisterciáckém lubušském klášteře. Odtud získával zakázky především z cisterciáckých a karmelitánských klášterů, ale i od jiných církevních institucí.
Vliv jeho malířských kompozic italského pojetí a techniky, stejně jako portrétní charakteristika jsou patrné především u freskové malby Václava V. Reinera, který se u Lišky učil, ale také u Petra Brandla, Jiřího Viléma Neunhertze, Jakuba A. Pinka nebo Františka J. Luxe.

## Dílo

### Praha
Oltářní obrazy:
- oltářní obraz  Karmelitánští patroni s Pannou Marií a císařem Leopoldem I., kostel sv. Havla na Starém Městě pražském
- oltářní obraz Stigmatizace sv. Františka v křižovnickém kostele sv. Františka z Assisi na Starém Městě pražském (1701). Pro tento kostel také namaloval Nanebevzetí Panny Marie a pracoval na freskách, které dokončil Reiner.
- oltářní obrazy Výslech sv. Jana Nepomuckého, Svatý Jan Evangelista na Patmu a Smrt sv. Vojtěcha, dnes kostel sv. Jana Nepomuckého na Hradčanech.
- obraz Svatá Voršila pro hlavní oltář a Svatá Anna Samatřetí pro boční oltář kostela sv. Voršily na Novém Městě pražském
- čtyři oltářní obrazy: Svatá rodina, Čeští patroni, Kristus na návštěvě u Marie a Marty a Srdce Ježíšovo, v premonstrátské bazilice Nanebevzetí Panny Marie v Praze na Strahově.

### Čechy
- oltářní obraz Nanebevzetí Panny Marie, klášterní kostel v Oseku (1696)
- oltářní obrazy Svatý Augustin a Svatý Norbert, klášterní kostel v Doksanech (1700)
- Sv. Antonín, Sv. František a Tři svatí králové pro klášterní kostel kapucínů v Mnichově Hradišti .
- oltářní obraz Svatí zemští patronové pro klášterní kostel v Sedlci u Kutné Hory (1692).
- pro klášter v Plasech namaloval obraz Sv. Máří Magdaléna pro patrovou gotickou kapli v sýpce), nástropní fresky Vítězství církve v sále Nové prelatury a Sen Jákobův na reprezentativním schodišti opatství, dále obrazy Svatý Bernard před Kristem, Svatý Štěpán Harding přijímá opasek od Panny Marie do soukromých sbírek opata Eugena Tyttla
- oltářní obrazy sv. Václava, sv. Josefa, sv. Jan Nepomucký pro hřbitovní kostel sv. Václava v Plasích za hranicí klausury a šestici obrazů svatých pro zpovědnice konventního kostela (sv. Augustin, Král David, sv. Jeroným, sv. Petr, sv. Marie Magdaléna, sv. Marie Egyptská).

### Slezsko
- obraz Nalezení sv. Kříže sv. Helenou pro kostel svatého Kříže ve Vratislavi
- nástěnné malby v klášterním kostele sv. Josefa v Křesoboru
- obraz Matka boží, Bůh otec a Duch svatý v klášterním kostele v Jindřichově.
- obraz Smrt sv. Benedikta a Svatá Scholastika při korunovaci (1708), v kostele Nanebevzetí Panny Marie Kamenci

### Galerie a muzea
- Historizující obraz Achilles podává Juliu Caesarovi hlavu Pompejovu se nachází v Drážďanské galerii.
- Vidění sv. Bernarda; Vidění sv. Štěpána; galerie Arcibiskupského zámku v Kroměříži
- Sv. Řehoř, sv. Ambrož; Národní galerie v Praze
- Zavraždění sv. Vojtěcha; (1697), Galerie Joanneum, Štýrský Hradec
- Oplakávání Krista, po 1705; Alte Pinakothek, Mnichov